# Front du Nord (Afrique de l'Est, 1940)
Pour les articles homonymes, voir Front du Nord.
Théâtre africain de la Seconde Guerre mondiale
Batailles
Affrontements
- Soudan
- Invasion italienne du Somaliland (Tug Argan)
- Côte française des Somalis
- Convoi BN 7
- Agordat
- Appearance
- Keren
- Saïo
- Amba Alagi
- Culqualber
- Gondar
- Guérilla italienne en Éthiopie

Articles associés
- Force Gidéon
- Résistance éthiopienne
- Flottille de la mer Rouge
- Desert Air Force
- East Indies Station
- East Africa Command

Les opérations sur le front du Nord, en Afrique de l'Est (1940), durant la Seconde Guerre mondiale, ont opposé les Britanniques au Soudan et le commandement des forces armées de l'Afrique orientale italienne en Érythrée et en Éthiopie. Le 1er juin 1940, Amédée, duc d'Aoste, vice-roi et gouverneur général de l'Afrique orientale italienne, commandant en chef du commandement des forces armées de l'armée royale italienne et général de l'armée de l'air, comptait environ 290 000 troupes locales et métropolitaines (y compris le personnel naval et aérien). La mobilisation avait porté le nombre à 371 000 hommes le 1er août. Le général Archibald Wavell, General Officer Commanding du Middle East Command, disposait quant à lui d'environ 86 000 hommes pour la Libye, l'Irak, la Syrie, l'Iran et l'Afrique de l'Est. Environ 36 000 hommes stationnaient en Égypte tandis que 27 500 autres s'entraînaient en Palestine.
Les hostilités débutèrent peu après la déclaration de guerre italienne le 10 juin 1940. Transitant par les frontières Soudan — Erythrée et Soudan — Ethiopie, l'armée italienne s'empara de Kassala, le 4 juillet, puis de Gallabat ; Karora fut occupée sans opposition et Kurmuk fut prise le 7 juillet. La possibilité d'une avance italienne sur Khartoum conduisit les Britanniques à adopter une stratégie dilatoire mais à part quelques avances locales, les Italiens fortifièrent Kassala et Gallabat et ne menèrent aucun mouvement offensif. En août les Italiens envahirent le Somaliland britannique et les Britanniques effectuèrent une lente retraite vers la côte puis s'embarquèrent pour Aden, au prix de la réputation de Wavell auprès du Premier ministre Winston Churchill. Les Britanniques annulèrent leur reconnaissance de la conquête italienne de l'Éthiopie lors de la deuxième guerre italo-éthiopienne (1935-1936) en faveur de Haïlé Sélassié, l'empereur déchu. La Mission 101 et la Force Gidéon étaient basées au Soudan pour mener des actions de sabotage et de subversion dans la province éthiopienne occidentale de Godjam. Après une contre-attaque avortée à Gallabat en novembre, les Britanniques ont mené des patrouilles et des raids contre les Italiens avec la Force Gazelle dans le delta de la rivière Mareb / Gash au nord de Kassala et ont bluffé leurs adversaires en leur faisant croire que les Britanniques avaient des forces beaucoup plus importantes dans l'est du Soudan.
Le blocus britannique de l'Afrique orientale italienne rendit le duc d'Aoste réticent à épuiser les stocks de carburant, de munitions et de pièces de rechange après la fin de l'invasion du Somaliland britannique. Avec l'espoir que les Allemands battraient la Grande-Bretagne avant la fin de 1940 et avec la nécessité d'attendre que l'invasion italienne de l'Égypte (9-16 septembre 1940) réussisse avant d'envahir le Soudan, les Italiens de la zone d'intérêt attendaient les événements. La politique britannique était d'assurer la sécurité de la navigation dans la mer Rouge et le golfe d'Aden et les opérations en Afrique de l'Est reçurent la deuxième priorité après l'Égypte. Avec des renforts arrivant d'Inde et des troupes d'Égypte attendues après l'opération Compass, les Britanniques prévoyaient d'envahir l'Érythrée depuis le Soudan le 9 février 1941. Les Britanniques furent prévenus par une soudaine retraite italienne de Kassala le 18 janvier et William Platt reçut l'ordre de lancer une vigoureuse poursuite. Les Britanniques envahirent l'Érythrée et vainquirent les Italiens à la bataille d'Agordat (26-31 janvier 1941), commençant leur conquête de l'Érythrée ; Sélassié retourna en Éthiopie le 20 janvier.

### Lectures complémentaires
- A. Mockler, Haile Selassie's War, London, 2nd. pbk. Grafton Books [Collins], London, 1987 (1re éd. 1984) (ISBN 0-586-07204-7)
- Arrigo Petacco, Faccetta nera: storia della conquista dell'impero, Milano, Edizioni Mondadori, coll. « Le scie », 2003 (ISBN 978-8-80451-803-7)